# Sittning
En sittning är en måltid som genomförs vid ett visst tillfälle. I restaurangsammanhang (särskilt på färjor och restaurangvagnar samt vid julbord) talar man om olika sittningar eller olika dukningar, eftersom flera tillfällen krävs under kvällen/dagen för att alla gäster ska få plats.
Studentikosa måltider kallas ofta sittning, se Studentsittning.